# Вера, Брайан
Бра́йан Эмануэ́ль Ве́ра Рами́рес (исп. Brayan Emanuel Vera Ramírez; род. 15 января 1999, Сан-Луис, Антьокия) — колумбийский футболист, защитник клуба «Реал Солт-Лейк» и сборной Колумбии.

## Клубная карьера
Вера — воспитанник клуба «Итагуи Леонес». 4 ноября 2018 года в матче против «Патриотас» он дебютировал в Кубке Мустанга.
13 июня 2019 года Вера перешёл в клуб итальянской Серии А «Лечче». 5 октября 2020 года Вера отправился в аренду в клуб Серии B «Козенца» до 30 июня 2021 года.
4 марта 2022 года Вера вернулся играть на родину, отправившись в аренду в «Америка де Кали» до 31 декабря. 19 декабря «Америка де Кали» объявила о выкупе Веры у «Лечче».
13 февраля 2023 года Вера перешёл в клуб MLS «Реал Солт-Лейк», подписав трёхлетний контракт с опциями продления на сезоны 2026 и 2027. В высшей лиге США он дебютировал 25 марта в матче против «Сент-Луис Сити».

## Международная карьера
В 2019 года Вера в составе молодёжной сборной Колумбии принял участие в молодёжном чемпионате Южной Америки в Чили. На турнире он сыграл в матчах против команд Боливии, Эквадора, Чили, Аргентины, а также дважды против Венесуэлы и Бразилии.
В том же году Вера принял участие в молодёжном чемпионате мира в Польше. На турнире он сыграл в матчах против команд Польши, Сенегала, Таити, Новой Зеландии и Украины.